# Alfred East
Alfred East (ur. 15 grudnia 1844 w Kettering, zm. 28 września 1913 w Londynie) – brytyjski malarz pejzażysta.
Studiował w Glasgow School of Art, naukę kontynuował w Paryżu, gdzie jego nauczycielem był malarz francuski Tony Robert-Fleury. Alfred East przez całe życie malował romantyczne pejzaże pod wyraźnym wpływem barbizończyków. Wyjeżdżał m.in. do Japonii, wystawiał głównie w Royal Academy of Arts i Fine Art Society.
W 1899 został członkiem stowarzyszonym Akademii Królewskiej, pełne członkostwo uzyskał w 1913 roku. Od 1906 do śmierci był prezydentem Royal Society of British Artists, a w 1910 król Edward VII nadał mu szlachectwo.
Alfred East był autorem książki poświęconej teorii malarstwa pejzażowego The Art of Landscape Painting in Oil Colour (1906). W Kettering istnieje muzeum jego imienia, Alfred East Art Gallery.

## Prace

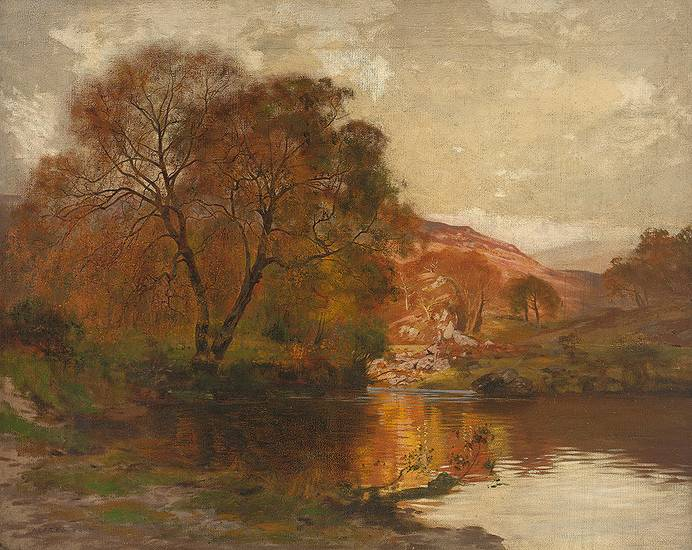
Lake in Autumn
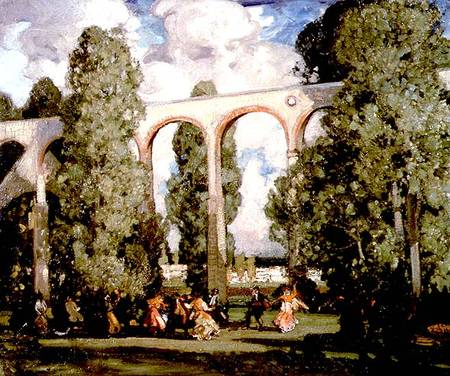
The Fiesta
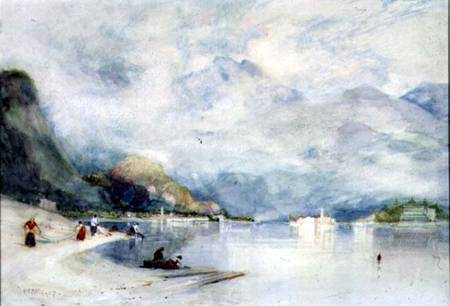
Lake Maggiore from Stresa
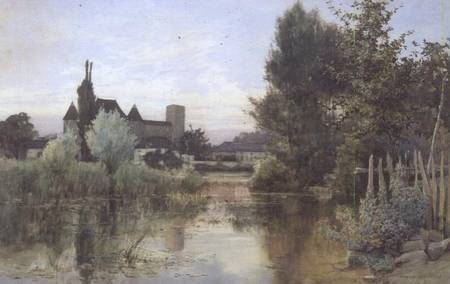
Château de Nemours